# Siete maravillas naturales del mundo

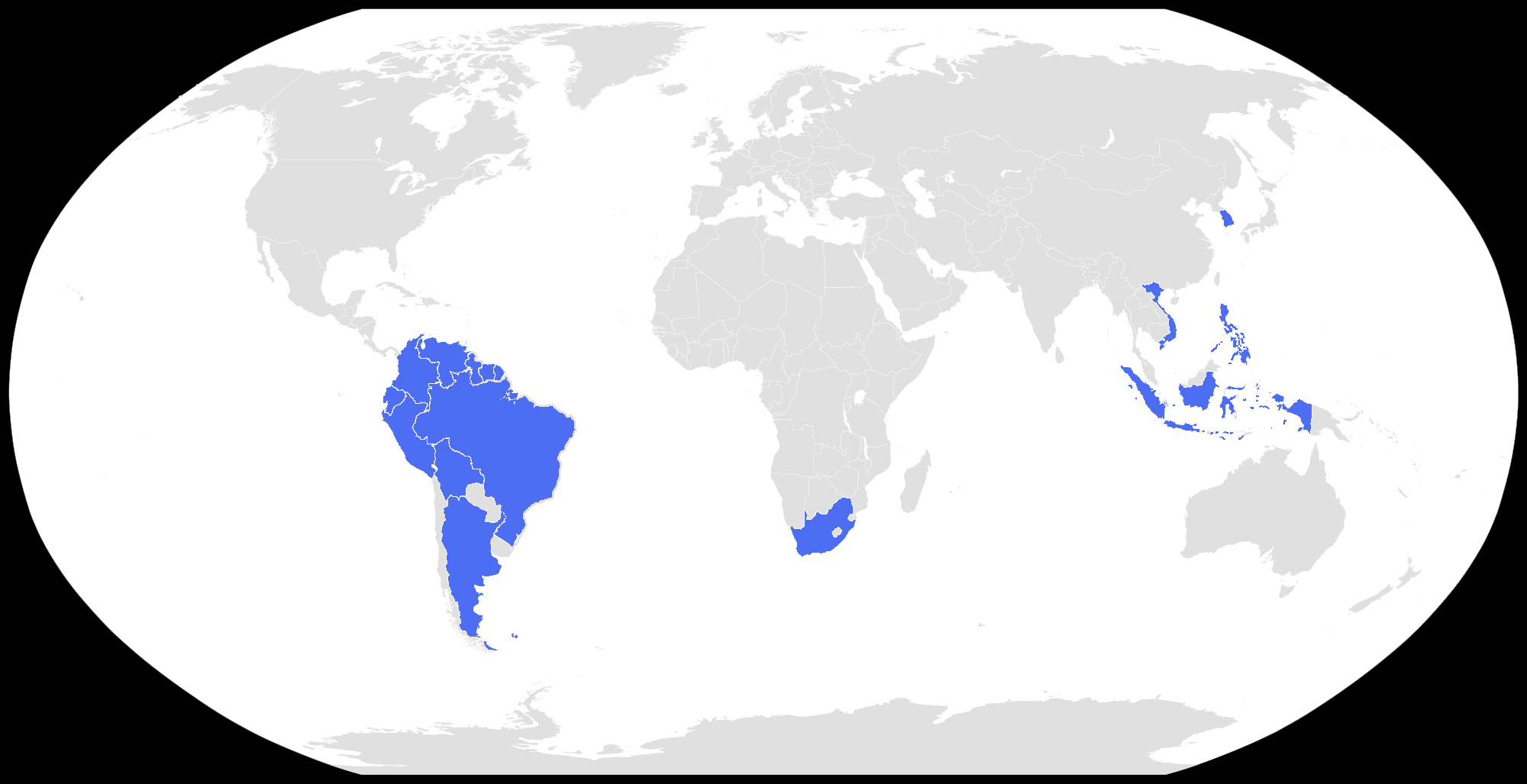
Los países poseedores de alguna de las siete maravillas naturales del mundo.

Las siete maravillas naturales del mundo fue un concurso internacional inspirado en la lista de «las nuevas siete maravillas del mundo moderno». La iniciativa partió del suizo Bernard Weber, fundador de la empresa New Open World Corporation (NOWC), organizadora del evento inicial.
El proyecto, en la fase inicial tenía un total de 454 nominadas; después se realizó una segunda fase en la cual 261 candidatas pasaron la ronda; de estas quedaron 77, entre las cuales un panel de expertos eligió las 28 finalistas que participaron de la última etapa del concurso.
Esas 28 finalistas se sometieron a una votación abierta controlada por la página web propietaria de la marca new7wonders.com, donde se estipulaban y publicaban las condiciones y se mostraba la evolución de la consulta. Finalmente, el 11 de noviembre de 2011 se dieron a conocer, primero las 14 que quedaron como las más votadas, y horas después las «siete maravillas naturales del mundo», elegidas provisionalmente.  Las 7 finalmente fueron el río subterráneo de Puerto Princesa, la isla Jeju, las Cataratas del Iguazú, la Amazonía, parque nacional de Komodo, Bahía de Ha-Long y Montaña de la Mesa.

## Las siete maravillas naturales
| Nombre de la maravilla                                 | Continente o subcontinente | País o países donde se ubica                                                   | Otros listados internacionales que también la incluyen (toda o en parte) | Imagen |  |
| ------------------------------------------------------ | -------------------------- | ------------------------------------------------------------------------------ | ------------------------------------------------------------------------ | ------ |  |
| Parque Nacional del río subterráneo de Puerto Princesa | Asia                       | Filipinas                                                                      | Patrimonio de la Humanidad                                               |        |  |
| Montaña de la Mesa                                     | África                     | Sudáfrica                                                                      | Patrimonio de la Humanidad                                               |        |  |
| Cataratas del Iguazú                                   | América del Sur            | Argentina Brasil                                                               | Patrimonio de la Humanidad                                               |        |  |
| Amazonia                                               | América del Sur            | Bolivia Brasil Colombia Ecuador Guayana Francesa Guyana Perú Surinam Venezuela | Patrimonio de la Humanidad                                               |        |  |
| Bahía de Ha-Long                                       | Asia                       | Vietnam                                                                        | Patrimonio de la Humanidad                                               |        |  |
| Isla Jeju                                              | Asia                       | Corea del Sur                                                                  | Patrimonio de la Humanidad                                               |        |  |
| Parque Nacional de Komodo                              | Asia                       | Indonesia                                                                      | Patrimonio de la Humanidad                                               |        |  |

Se desprende de ello que cinco se ubican en el Hemisferio oriental, cuatro en Asia, y una en África, cada una de ellas exclusiva de un solo país; las otras dos se ubican en el Hemisferio occidental, ambas están en América del Sur y son compartidas por más de un país, lo que trae aparejado que 10 países sudamericanos cuenten con al menos una de las «siete maravillas naturales del mundo», quedando sólo exceptuados en ese subcontinente Chile, Uruguay y Paraguay, aunque este último se halla a sólo 13,8 km en línea recta de una de ellas (las cataratas del Iguazú). Brasil es el único país del mundo que cuenta en su territorio con dos de las «siete maravillas naturales del mundo».
Si a la lista de las «siete maravillas naturales del mundo» le sumamos la de «Las nuevas siete maravillas del mundo moderno» entonces Brasil sumaría tres, seguido del Perú con dos, lo que los convierte en los únicos países en el mundo que poseen más de una en la lista combinada.

## Las otras 21 finalistas
| Nombre de la maravilla           | Continente o subcontinente | País o países donde se ubica | Listados internacionales que la incluyen (toda o en parte) | Imagen |
| -------------------------------- | -------------------------- | ---------------------------- | ---------------------------------------------------------- | ------ |
| Salto Ángel                      | América del Sur            | Venezuela                    | Patrimonio de la Humanidad                                 |        |
| Kilimanjaro                      | África                     | Tanzania                     | Patrimonio de la Humanidad                                 |        |
| Bahía de Fundy                   | América del Norte          | Canadá                       | -                                                          |        |
| Salar de Uyuni                   | América del Sur            | Bolivia                      | -                                                          |        |
| Gran Cañón                       | América del Norte          | Estados Unidos               | Patrimonio de la Humanidad                                 |        |
| El Yunque                        | América Central            | Puerto Rico                  | -                                                          |        |
| Islas Galápagos                  | América del Sur            | Ecuador                      | Patrimonio de la Humanidad                                 |        |
| Volcanes de Lodo                 | Asia                       | Azerbaiyán                   | -                                                          |        |
| Mar Muerto                       | Asia                       | Jordania Israel Palestina    | -                                                          |        |
| Islas de Bu Tinah                | Asia                       | Emiratos Árabes Unidos       | -                                                          |        |
| Yu Shan                          | Asia                       | República de China           | -                                                          |        |
| Sundarbans                       | Asia                       | Bangladés India              | Patrimonio de la Humanidad                                 |        |
| Gruta de Jeita                   | Asia                       | Líbano                       | -                                                          |        |
| Maldivas                         | Asia                       | Maldivas                     | -                                                          |        |
| Selva Negra                      | Europa                     | Alemania                     | -                                                          |        |
| Distrito de los Lagos Masurianos | Europa                     | Polonia                      | -                                                          |        |
| Monte Cervino                    | Europa                     | Italia Suiza                 | -                                                          |        |
| Monte Vesubio                    | Europa                     | Italia                       | -                                                          |        |
| Acantilados de Moher             | Europa                     | Irlanda                      | -                                                          |        |
| Gran Barrera de Coral            | Oceanía                    | Australia Papúa Nueva Guinea | Patrimonio de la Humanidad                                 |        |
| Uluru                            | Oceanía                    | Australia                    | Patrimonio de la Humanidad                                 |        |
| Fiordo de Milford                | Oceanía                    | Nueva Zelanda                | Patrimonio de la Humanidad                                 |        |